# Carlyle (Illinois)
Carlyle ist eine Stadt und Verwaltungssitz des Clinton County im Süden des US-amerikanischen Bundesstaates Illinois. Die Stadt liegt im Metro-East genannten östlichen Teil der Metropolregion Greater St. Louis um die Stadt St. Louis im benachbarten Missouri. Das U.S. Census Bureau hat bei der Volkszählung 2020 eine Einwohnerzahl von 3.253 ermittelt.
Carlyle liegt am Carlyle Lake, dem größten Stausee von Illinois.

## Geografie

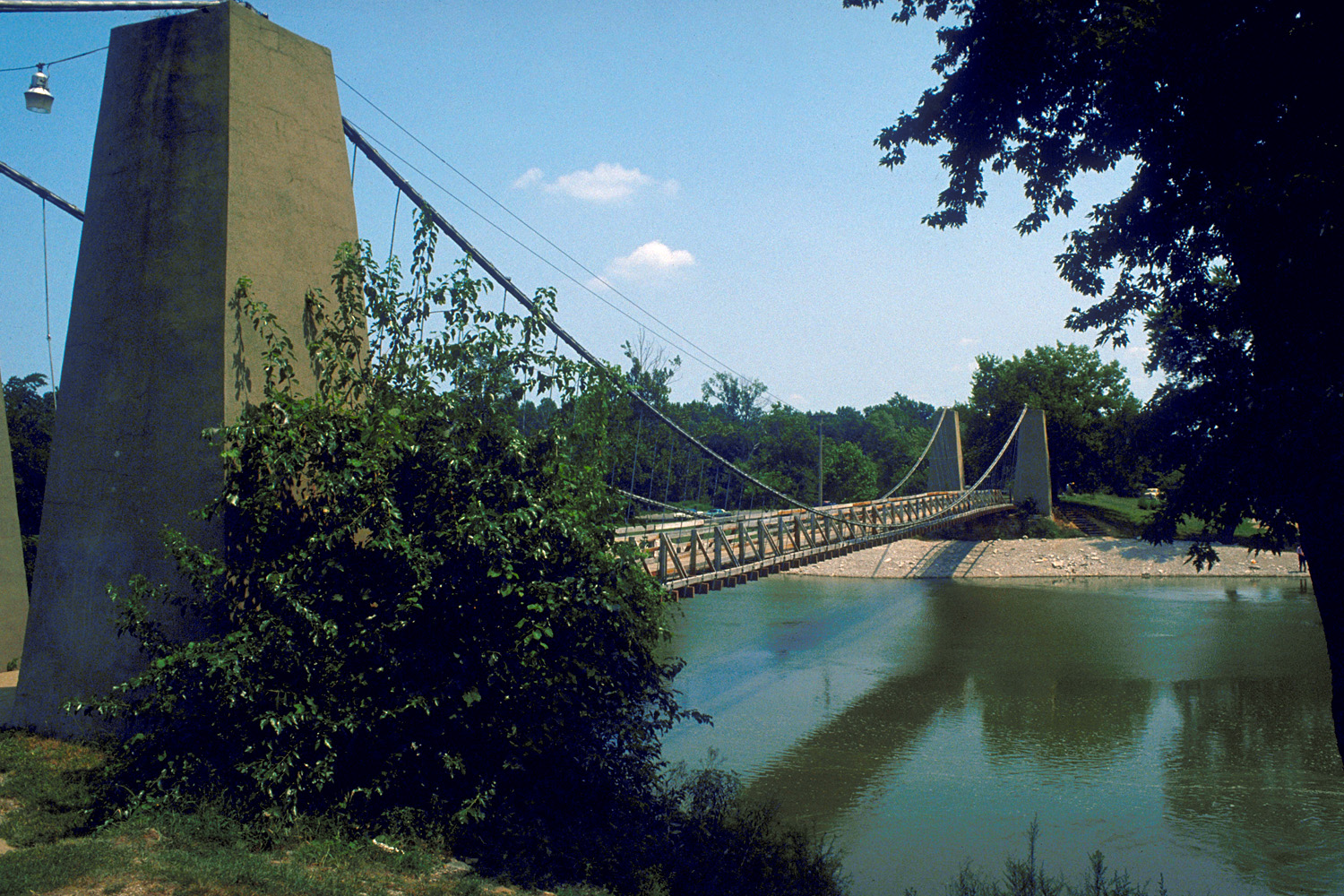
General Dean Suspension Bridge

Carlyle liegt auf 38°36'46" nördlicher Breite und 89°22'15" westlicher Länge. Die Stadt erstreckt sich über 7,8 km², die ausschließlich aus Landfläche bestehen.
Carlyle liegt am Südrand des Carlyle Lake, einem 105,2 km² großen Stausee des Kaskaskia River.
Unterhalb des Sees befindet sich die General Dean Suspension Bridge, eine Hängebrücke und die einzige ihrer Art in Illinois.
Durch Carlyle führt der U.S. Highway 50, der im Osten der Stadt den nach Süden fließenden Kaskaskia River kreuzt. Im Zentrum von Carlyle kreuzt die Illinois State Route 127.
Nach St. Louis in Missouri sind es 84,5 km in westlicher Richtung, Illinois’ Hauptstadt Springfield liegt 148 km im Norden.

## Geschichte
Carlyle wurde 1818 von Charles W. Slade gegründet und nach dem Familiennamen seiner Großmutter benannt. Slade unternahm große Anstrengungen, um Carlyle zur Hauptstadt von Illinois zu machen, verlor diesen Kampf aber 1819 an Vandalia. 1824 wurde das Clinton County gebildet und Carlyle wurde 1825 als dessen Verwaltungssitz ausgewählt. Beides ging erneut auf Initiative von Charles W. Slade zurück.
Carlyle ist heute durch den Carlyle Lake vor allem ein Anziehungspunkt für den Tourismus.

## Demografische Daten
Bei der Volkszählung im Jahre 2000 wurde eine Einwohnerzahl von 3406 ermittelt. Diese verteilten sich auf 1370 Haushalte in 902 Familien. Die Bevölkerungsdichte lag bei 439,8/km². Es gab 1464 Gebäude, was einer Bebauungsdichte von 189,0/km² entsprach.
Die Bevölkerung bestand im Jahre 2000 aus 95,24 % Weißen, 3,41 % Afroamerikanern, 0,23 % Indianern, 0,50 % Asiaten und 0,15 % anderen. 0,12 % gaben an, von mindestens zwei dieser Gruppen abzustammen. 0,82 % der Bevölkerung bestand aus Hispanics, die verschiedenen der genannten Gruppen angehörten.
23,3 % waren unter 18 Jahren, 9,8 % zwischen 18 und 24, 24,4 % von 25 bis 44, 21,3 % von 45 bis 64 und 21,3 % 65 und älter. Das durchschnittliche Alter lag bei 40 Jahren. Auf 100 Frauen kamen statistisch 88,8 Männer, bei den über 18-Jährigen 84,4.
Das durchschnittliche Einkommen pro Haushalt betrug $36.660, das durchschnittliche Familieneinkommen $48.056. Das Einkommen der Männer lag durchschnittlich bei $35.977, das der Frauen bei $22.463. Das Pro-Kopf-Einkommen belief sich auf $18.744. Rund 5,4 % der Familien und 6,7 % der Gesamtbevölkerung lagen mit ihrem Einkommen unter der Armutsgrenze.

## Persönlichkeiten
- William F. Dean (1899–1981), Generalmajor der United States Army